# Leuth (Pays-Bas)
Leuth est un village appartenant à la commune néerlandaise de Berg en Dal, dans la province de Gueldre. Le 1er janvier 2007, le village comptait environ 1 810 habitants.

## Histoire
Leuth a été fondé sur un banc de sable dans les marais inondables au nord du Waal. La plus ancienne mention de la colonie remonte à 891 et 892 ("Lotde").
Le village a appartenu jusqu'en 1815 à la Prusse; à la formation des communes du Royaume des Pays-Bas, le village est rattaché à la commune d'Ubbergen.
Au cours de la Seconde Guerre mondiale, Leuth a été sévèrement touché. Le centre du village original a été presque entièrement détruit.
Le village possède un petit centre commercial et une école primaire.

## Monuments
- L'église catholique romaine de Leuth date de 1934/35. Elle a été conçue par H.C. van de Leur et est dédiée à Saint Remigius de Reims. Après la Seconde Guerre mondiale, l'église a été restaurée.
- La ferme Plezenburg, située sur un terp artificiel, est rijksmonument, monument historique.
- Une autre ferme est rijksmonument pour son architecture originale.
- La cheminée de l'ancienne laiterie De Duffelt.
- Les deux monuments de guerre commémorent les victimes militaires et les victimes civiles de la Seconde Guerre mondiale.

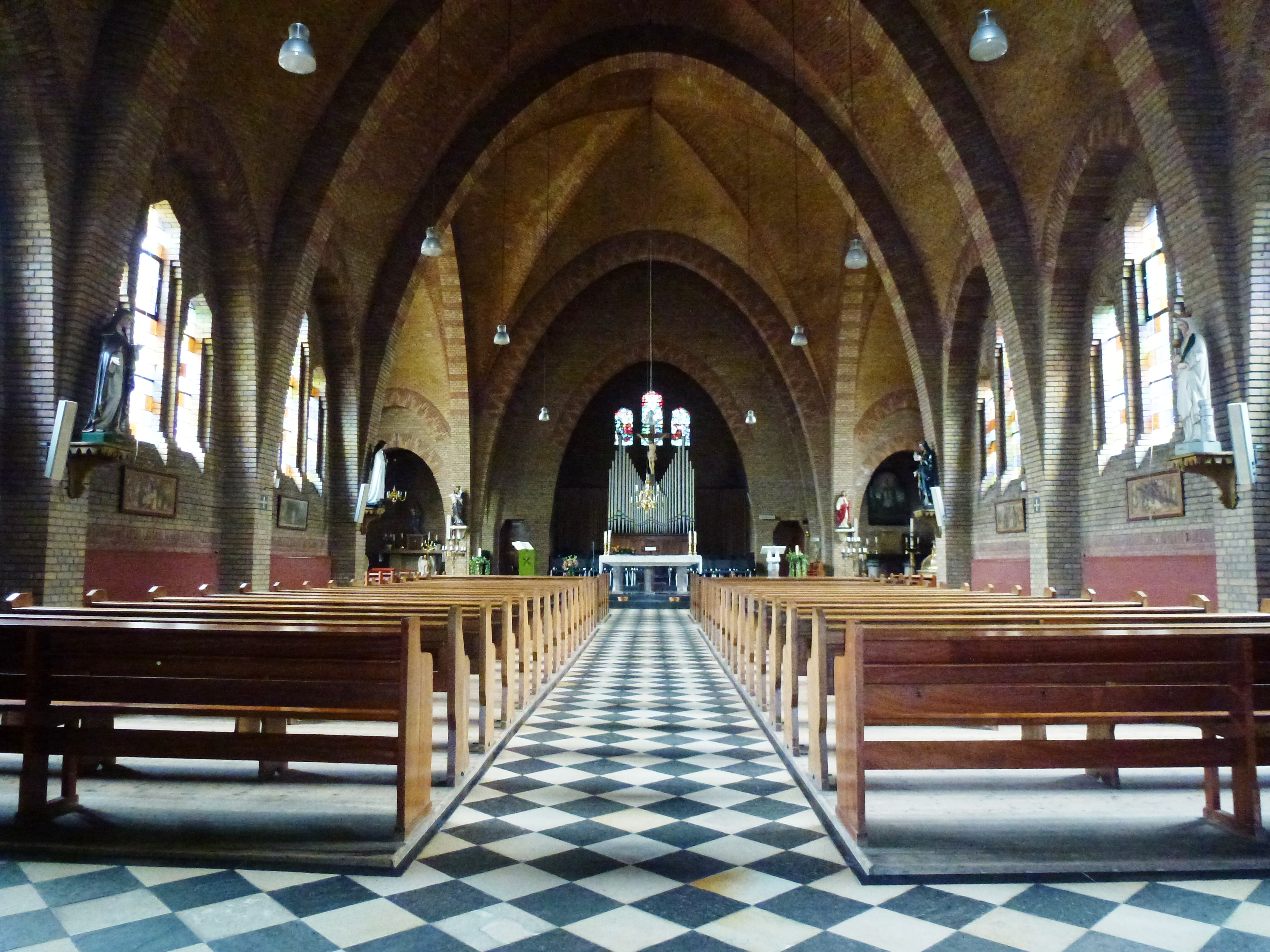
Église Saint Remigius, intérieur
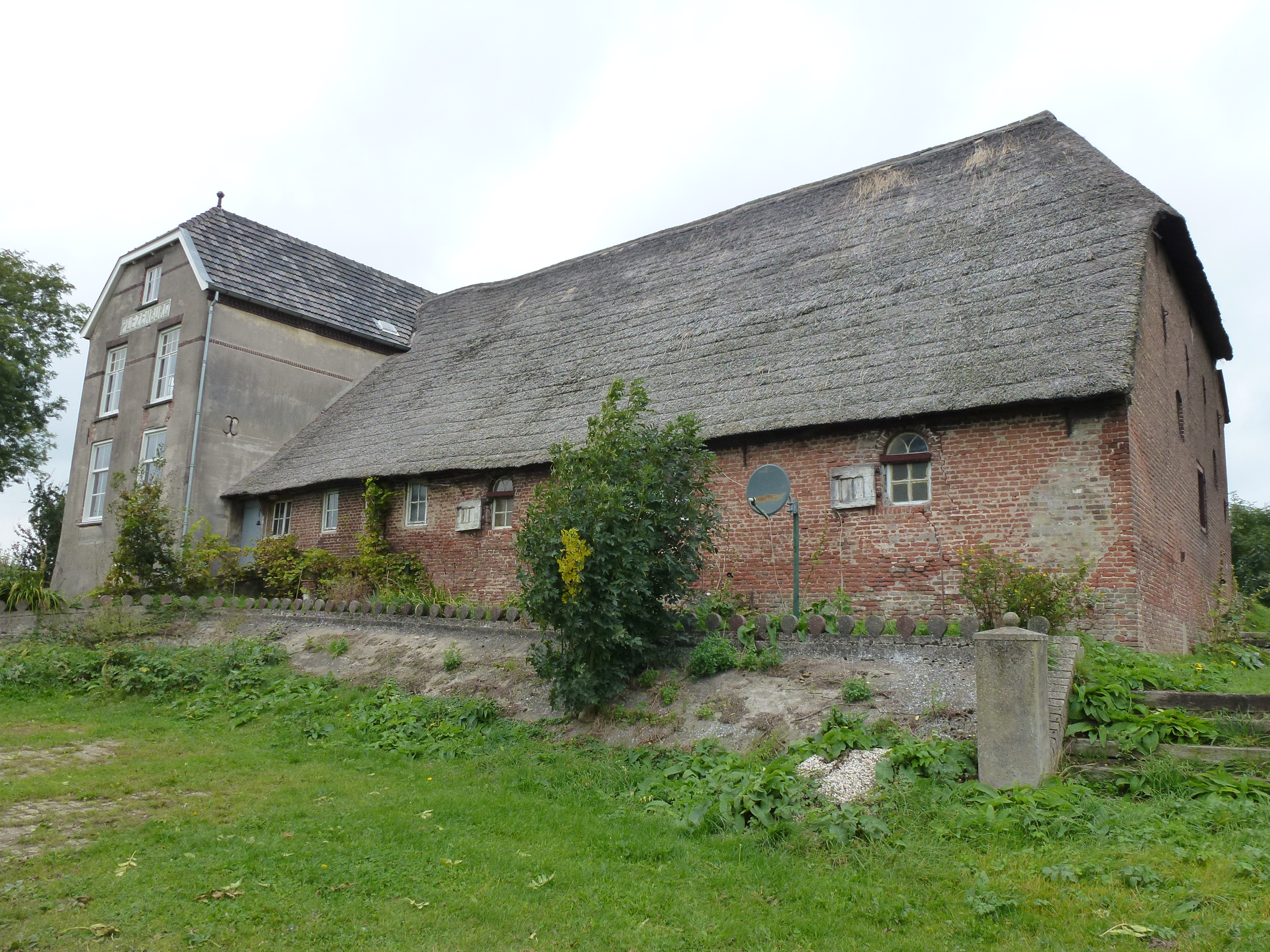
La ferme Plezenburg
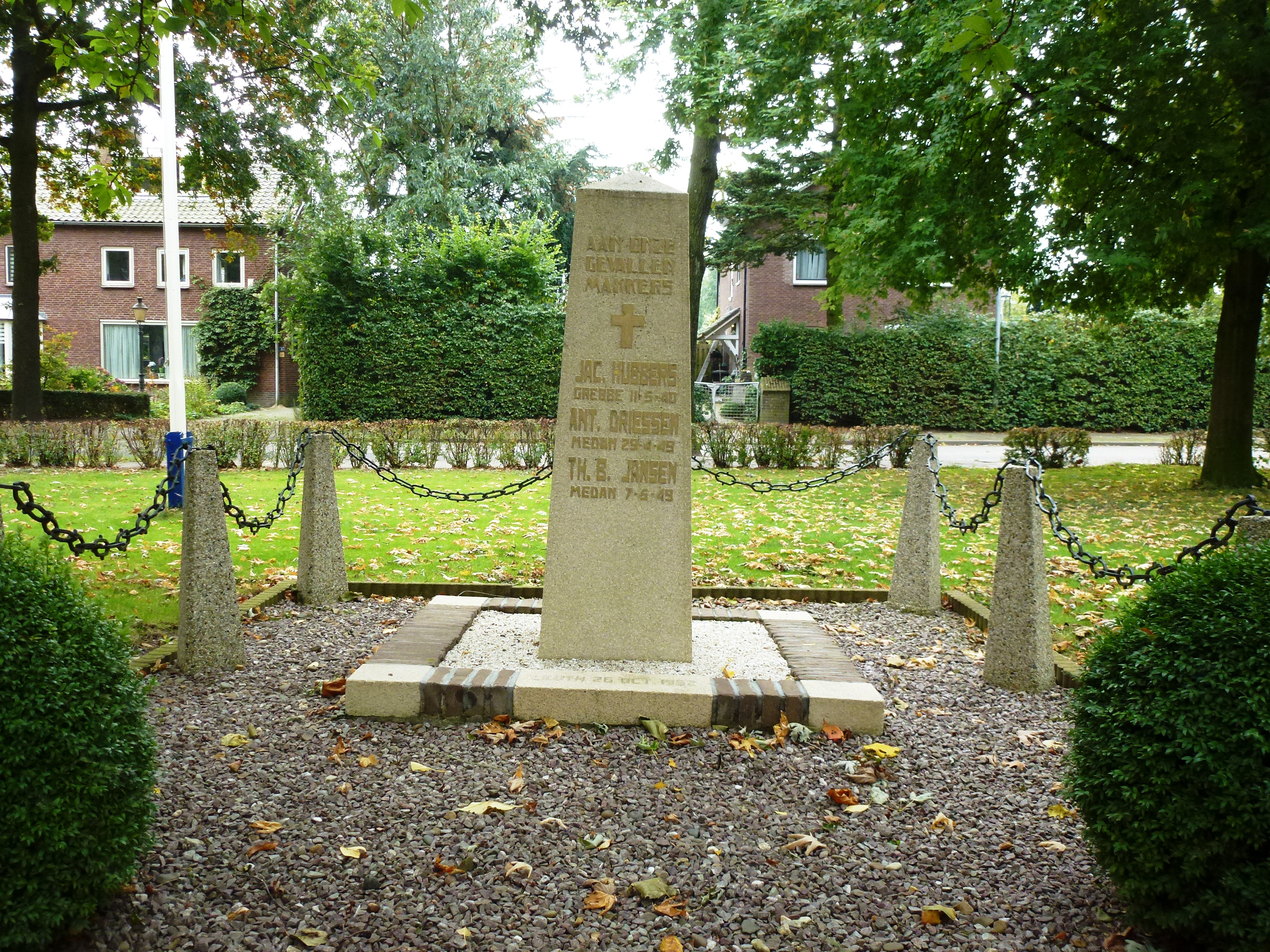
Monument aux morts, victimes militaires
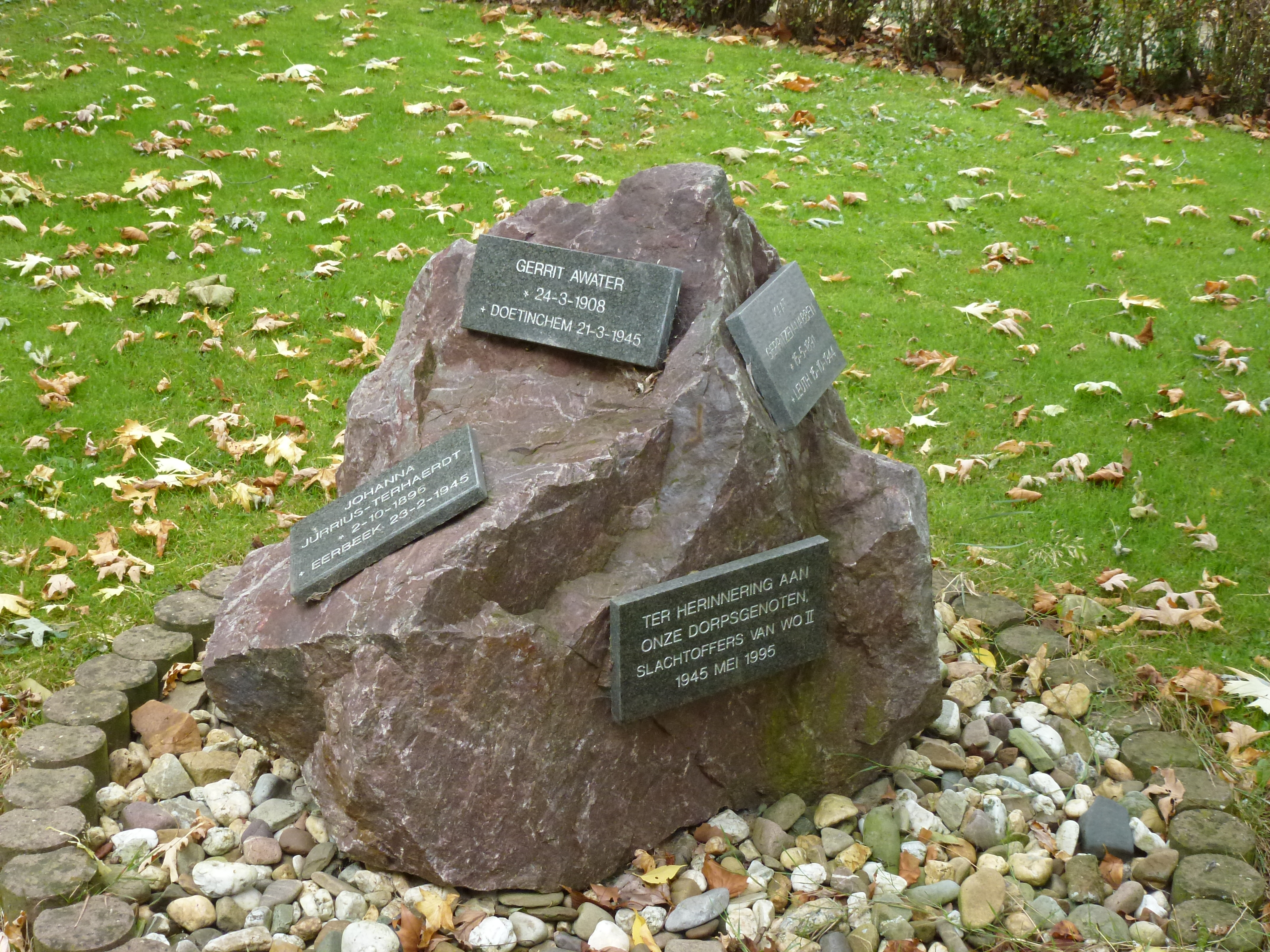
Monument aux morts, victimes civiles